# 5e étape du Tour d'Italie 2004
Pour un article plus général, voir Tour d'Italie 2004.
La 5e étape du Tour d'Italie 2004 a eu lieu le 13 mai 2004 entre la ville de Civitella in Val di Chiana et celle de Spoleto sur une distance de 177 km. Elle a été remportée au sprint par l'Australien Robbie McEwen (Lotto-Domo) devant l'Allemand Olaf Pollack (Gerolsteiner) et Marco Zanotti (Vini Caldirola-Nobili Rubinetterie). Gilberto Simoni (Saeco) conserve le maillot rose de leader du classement général à l'issue de l'étape.

## Classement de l'étape
| \| Classement de l'étape \| Classement de l'étape \| Classement de l'étape \| Classement de l'étape \| Classement de l'étape \| \| Coureur \| Coureur \| Pays \| Équipe \| Temps \| \| --------------------- \| --------------------- \| --------------------- \| ---------------------------------- \| --------------------- \| \| 1er \| Robbie McEwen \| Australie \| Lotto-Domo \| 4 h 24 min 57 s \| \| 2e \| Olaf Pollack \| Allemagne \| Gerolsteiner \| + 0 s \| \| 3e \| Marco Zanotti \| Italie \| Vini Caldirola-Nobili Rubinetterie \| + 0 s \| \| 4e \| Aliaksandr Usau \| Biélorussie \| Phonak Hearing Systems \| + 0 s \| \| 5e \| Crescenzo D'Amore \| Italie \| Acqua & Sapone - Caffè Mokambo \| + 0 s \| \| 6e \| Eddy Mazzoleni \| Italie \| Saeco \| + 0 s \| \| 7e \| Andris Naudužs \| Lettonie \| Domina Vacanze \| + 0 s \| \| 8e \| Simone Cadamuro \| Italie \| De Nardi-Piemme Telekom \| + 0 s \| \| 9e \| Fred Rodriguez \| États-Unis \| Acqua & Sapone - Caffè Mokambo \| + 0 s \| \| 10e \| Alejandro Borrajo \| Argentine \| Ceramica Panaria-Margres \| + 0 s \| |                   |             |                                    |                 |
| |                   |             |                                    |                 |
| |                   |             |                                    |                 |
| Classement de l'étape |                   |             |                                    |                 |
| Coureur | Coureur           | Pays        | Équipe                             | Temps           |
| 1er | Robbie McEwen     | Australie   | Lotto-Domo                         | 4 h 24 min 57 s |
| 2e | Olaf Pollack      | Allemagne   | Gerolsteiner                       | + 0 s           |
| 3e | Marco Zanotti     | Italie      | Vini Caldirola-Nobili Rubinetterie | + 0 s           |
| 4e | Aliaksandr Usau   | Biélorussie | Phonak Hearing Systems             | + 0 s           |
| 5e | Crescenzo D'Amore | Italie      | Acqua & Sapone - Caffè Mokambo     | + 0 s           |
| 6e | Eddy Mazzoleni    | Italie      | Saeco                              | + 0 s           |
| 7e | Andris Naudužs    | Lettonie    | Domina Vacanze                     | + 0 s           |
| 8e | Simone Cadamuro   | Italie      | De Nardi-Piemme Telekom            | + 0 s           |
| 9e | Fred Rodriguez    | États-Unis  | Acqua & Sapone - Caffè Mokambo     | + 0 s           |
| 10e | Alejandro Borrajo | Argentine   | Ceramica Panaria-Margres           | + 0 s           |

## Classement général
L'étape s'étant terminé au sprint, pas de changement au classement général de l'épreuve. L'Italien Gilberto Simoni (Saeco) porte toujours le maillot rose de leader. Il devance son coéquipier et compatriote Damiano Cunego de treize secondes et l'Ukrainien Yaroslav Popovych (Landbouwkrediet-Colnago) de vingt-et-une secondes.
| \| Classement général \| Classement général \| Classement général \| Classement général \| Classement général \| \| Coureur \| Coureur \| Pays \| Équipe \| Temps \| \| ------------------ \| ------------------ \| ------------------ \| ---------------------------------- \| ------------------ \| \| 1er \| Gilberto Simoni \| Italie \| Saeco \| 23 h 34 min 35 s \| \| 2e \| Damiano Cunego \| Italie \| Saeco \| + 13 s \| \| 3e \| Yaroslav Popovych \| Ukraine \| Landbouwkrediet-Colnago \| + 21 s \| \| 4e \| Franco Pellizotti \| Italie \| Alessio-Bianchi \| + 29 s \| \| 5e \| Gerhard Trampusch \| Autriche \| Acqua & Sapone - Caffè Mokambo \| + 41 s \| \| 6e \| Giuliano Figueras \| Italie \| Ceramica Panaria-Margres \| + 45 s \| \| 7e \| Dario Cioni \| Italie \| Fassa Bortolo \| + 52 s \| \| 8e \| Serhiy Honchar \| Ukraine \| De Nardi-Piemme Telekom \| + 58 s \| \| 9e \| Stefano Garzelli \| Italie \| Vini Caldirola-Nobili Rubinetterie \| + 1 min 05 s \| \| 10e \| Eddy Mazzoleni \| Italie \| Saeco \| + 1 min 06 s \| |                   |          |                                    |                  |
| |                   |          |                                    |                  |
| |                   |          |                                    |                  |
| Classement général |                   |          |                                    |                  |
| Coureur | Coureur           | Pays     | Équipe                             | Temps            |
| 1er | Gilberto Simoni   | Italie   | Saeco                              | 23 h 34 min 35 s |
| 2e | Damiano Cunego    | Italie   | Saeco                              | + 13 s           |
| 3e | Yaroslav Popovych | Ukraine  | Landbouwkrediet-Colnago            | + 21 s           |
| 4e | Franco Pellizotti | Italie   | Alessio-Bianchi                    | + 29 s           |
| 5e | Gerhard Trampusch | Autriche | Acqua & Sapone - Caffè Mokambo     | + 41 s           |
| 6e | Giuliano Figueras | Italie   | Ceramica Panaria-Margres           | + 45 s           |
| 7e | Dario Cioni       | Italie   | Fassa Bortolo                      | + 52 s           |
| 8e | Serhiy Honchar    | Ukraine  | De Nardi-Piemme Telekom            | + 58 s           |
| 9e | Stefano Garzelli  | Italie   | Vini Caldirola-Nobili Rubinetterie | + 1 min 05 s     |
| 10e | Eddy Mazzoleni    | Italie   | Saeco                              | + 1 min 06 s     |

## Classements annexes
| Classement par points | Classement par points | Classement par points | Classement par points          | Classement par points |
| Coureur               | Coureur               | Pays                  | Équipe                         | Points                |
| --------------------- | --------------------- | --------------------- | ------------------------------ | --------------------- |
| 1er                   | Robbie McEwen         | Australie             | Lotto-Domo                     | 59 pts                |
| 2e                    | Alessandro Petacchi   | Italie                | Fassa Bortolo                  | 55 pts                |
| 3e                    | Damiano Cunego        | Italie                | Saeco                          | 45 pts                |
| 4e                    | Crescenzo D'Amore     | Italie                | Acqua & Sapone - Caffè Mokambo | 45 pts                |
| 5e                    | Olaf Pollack          | Allemagne             | Gerolsteiner                   | 42 pts                |

| Classement par points | Classement par points | Classement par points | Classement par points          | Classement par points |
| Coureur               | Coureur               | Pays                  | Équipe                         | Points                |
| --------------------- | --------------------- | --------------------- | ------------------------------ | --------------------- |
| 1er                   | Robbie McEwen         | Australie             | Lotto-Domo                     | 59 pts                |
| 2e                    | Alessandro Petacchi   | Italie                | Fassa Bortolo                  | 55 pts                |
| 3e                    | Damiano Cunego        | Italie                | Saeco                          | 45 pts                |
| 4e                    | Crescenzo D'Amore     | Italie                | Acqua & Sapone - Caffè Mokambo | 45 pts                |
| 5e                    | Olaf Pollack          | Allemagne             | Gerolsteiner                   | 42 pts                |

| Classement de la montagne | Classement de la montagne | Classement de la montagne | Classement de la montagne | Classement de la montagne |
| Coureur                   | Coureur                   | Pays                      | Équipe                    | Points                    |
| ------------------------- | ------------------------- | ------------------------- | ------------------------- | ------------------------- |
| 1er                       | Gilberto Simoni           | Italie                    | Saeco                     | 16 pts                    |
| 2e                        | Damiano Cunego            | Italie                    | Saeco                     | 13 pts                    |
| 3e                        | Fabian Wegmann            | Allemagne                 | Gerolsteiner              | 12 pts                    |
| 4e                        | Alexandre Moos            | Suisse                    | Phonak Hearing Systems    | 10 pts                    |
| 5e                        | Renzo Mazzoleni           | Italie                    | Tenax                     | 10 pts                    |

| Classement de la montagne | Classement de la montagne | Classement de la montagne | Classement de la montagne | Classement de la montagne |
| Coureur                   | Coureur                   | Pays                      | Équipe                    | Points                    |
| ------------------------- | ------------------------- | ------------------------- | ------------------------- | ------------------------- |
| 1er                       | Gilberto Simoni           | Italie                    | Saeco                     | 16 pts                    |
| 2e                        | Damiano Cunego            | Italie                    | Saeco                     | 13 pts                    |
| 3e                        | Fabian Wegmann            | Allemagne                 | Gerolsteiner              | 12 pts                    |
| 4e                        | Alexandre Moos            | Suisse                    | Phonak Hearing Systems    | 10 pts                    |
| 5e                        | Renzo Mazzoleni           | Italie                    | Tenax                     | 10 pts                    |

| Classement Intergiro | Classement Intergiro | Classement Intergiro | Classement Intergiro         | Classement Intergiro |
|                      | Coureur              | Pays                 | Équipe                       | Temps                |
| -------------------- | -------------------- | -------------------- | ---------------------------- | -------------------- |
| 1er                  | Crescenzo D'Amore    | Italie               | Acqua & Sapone-Caffè Mokambo | en 15 h 38 min 32 s  |
| 2e                   | Massimo Strazzer     | Italie               | Saunier Duval-Prodir         | + 20 s               |
| 3e                   | Alessandro Vanotti   | Italie               | De Nardi-Piemme Telekom      | + 20 s               |
| 4e                   | Aart Vierhouten      | Pays-Bas             | Lotto-Domo                   | + 32 s               |
| 5e                   | Marlon Pérez         | Colombie             | Colombia-Selle Italia        | + 34 s               |
| modifier             |                      |                      |                              |                      |

| Classement par équipes | Classement par équipes         | Classement par équipes | Classement par équipes |
| Équipe                 | Équipe                         | Pays                   | Temps                  |
| ---------------------- | ------------------------------ | ---------------------- | ---------------------- |
| 1re                    | Saeco                          | Italie                 | 70 h 18 min 17 s       |
| 2e                     | Alessio-Bianchi                | Italie                 | + 1 min 29 s           |
| 3e                     | Ceramica Panaria-Margres       | Italie                 | + 2 min 01 s           |
| 4e                     | Lampre                         | Italie                 | + 2 min 02 s           |
| 5e                     | Acqua & Sapone - Caffè Mokambo | Italie                 | + 3 min 07 s           |

| Classement par équipes | Classement par équipes         | Classement par équipes | Classement par équipes |
| Équipe                 | Équipe                         | Pays                   | Temps                  |
| ---------------------- | ------------------------------ | ---------------------- | ---------------------- |
| 1re                    | Saeco                          | Italie                 | 70 h 18 min 17 s       |
| 2e                     | Alessio-Bianchi                | Italie                 | + 1 min 29 s           |
| 3e                     | Ceramica Panaria-Margres       | Italie                 | + 2 min 01 s           |
| 4e                     | Lampre                         | Italie                 | + 2 min 02 s           |
| 5e                     | Acqua & Sapone - Caffè Mokambo | Italie                 | + 3 min 07 s           |